# Areus (Mythologie)
Areus (altgriechisch Ἀρεύς Areús), der Sohn von Ampyx, war in der griechischen Mythologie der Vater des Agenor.
Er war ein Nachkomme des spartanischen Königs Lakedaimon. Sein Urenkel war Patreus, nach dem die Stadt Patras benannt wurde.